# Kabinett Ōkuma II
Das 2. Kabinett Ōkuma (jap. 第2次大隈内閣, dai-niji Ōkuma Naikaku) war vom 16. April 1914 bis zum 9. Oktober 1916 als japanische Regierung im Amt. Es hatte folgende Zusammensetzung:
| Amt                                    | Name                                        | Kammer (Wahlkreis) | Fraktion |
| -------------------------------------- | ------------------------------------------- | ------------------ | -------- |
| Premierminister                        | Ōkuma Shigenobu                             |                    |          |
| Außenminister                          | Katō Takaaki bis 10. August 1915            |                    |          |
| Außenminister                          | Ōkuma Shigenobu bis 13. Oktober 1915        |                    |          |
| Außenminister                          | Ishii Kikujirō bis 9. Oktober 1916          |                    |          |
| Innenminister                          | Ōkuma Shigenobu bis 7. Januar 1915          |                    |          |
| Innenminister                          | Ōura Kanetake bis 30. Juli 1915             |                    |          |
| Innenminister                          | Ōkuma Shigenobu bis 10. August 1915         |                    |          |
| Innenminister                          | Ichiki Kitokurō bis 9. Oktober 1916         |                    |          |
| Finanzminister                         | Watatsuki Reijirō bis 10. August 1915       |                    |          |
| Finanzminister                         | Taketomi Tokitoshi bis 9. Oktober 1916      |                    |          |
| Heeresminister                         | Oka Ichinosuke bis 30. März 1916            |                    |          |
| Heeresminister                         | Ōshima Ken’ichi bis 9. Oktober 1916         |                    |          |
| Marineminister                         | Yasuhiro Rokurō bis 10. August 1915         |                    |          |
| Marineminister                         | Admiral Katō Tomosaburō bis 9. Oktober 1916 |                    |          |
| Justizminister                         | Ozaki Yukio bis 9. Oktober 1916             |                    |          |
| Kultusminister                         | Ichiki Kitokurō bis 10. August 1915         |                    |          |
| Kultusminister                         | Takada Sanae bis 9. Oktober 1916            |                    |          |
| Minister für Landwirtschaft und Handel | Ōura Kanetake bis 7. Januar 1915            |                    |          |
| Minister für Landwirtschaft und Handel | Kōno Hironaka bis 9. Oktober 1916           |                    |          |
| Minister für Kommunikation             | Taketomi Tokitoshi bis 10. August 1915      |                    |          |
| Minister für Kommunikation             | Minoura Katsundo bis 9. Oktober 1916        |                    |          |

## Andere Positionen
| Amt                        | Name            |
| -------------------------- | --------------- |
| Chefkabinettssekretär      | Egi Tasuku      |
| Leiter des Legislativbüros | Takahashi Sakue |